# Cañón naval BL 10" Mark I – IV
El cañón BL 10" Mk I, II, II y IV fue una serie de cañones navales de retrocarga de ánima rayada del calibre 32, para su uso en buques de guerra y como artillería de costa, entrando en servicio en 1885. Siguiendo la clasificación de explosivos y municiones utilizada por las fuerzas armadas británicas, el calibre 32 hacía referencia al peso del proyectil en libras, mientras que por el diámetro interior del tubo se correspondía con un cañón del 254 mm

## Historial de servicio
El calibre británico de 10 pulgadas surgió del Comité de Artillería en 1879, cuando encargó un nuevo cañón de 10,4 pulgadas junto con el nuevo de 9,2 pulgadas como parte de su transición de cañones de avancarga a retrocarga. El cañón de 10,4 pulgadas propuesto entró en servicio en 1885 como un cañón de 10 pulgadas que disparaba un proyectil de 500 libras.
Después del Mk IV de 1889, la Marina Real Británica decayó en el uso del calibre de 10 pulgadas en favor de los de 9,2 y 12 pulgadas.

## Servicio naval
Los cañones Mark II, III y IV eran compatibles entre sí y furron equipados en los siguientes buques de guerra:
- Acorazados del tipo ironclad, clase Victoria, puestos en quilla en 1885.
- Acorazados clase Centurion, puestos en quilla en 1890.
- Acorazado HMS Renown, puestos en quilla en 1893 y botado en 1895.
- Acorazados clase Devastation, rearmados en 1890.

### Cañón de 25 toneladas para elVictoria
En 1884, se suministró a la colonia australiana de Victoria una versión de un cañón de 25 toneladas con un cañón de 300 pulgadas (calibre 30) y proyectil de 450 libras, instalada en la cañonera HMVS Victoria.[5] Este cañón fue posteriormente reemplazado en el Victoria por un cañón de 8 pulgadas, y en 1887 se instaló en Fort Franklin como cañón de defensa costera.

### Cañón de defensa costera
El Mk I era un diseño de Elswick Ordnance, utilizado únicamente para defensa costera. Los Mks II, III y IV eran diseños intercambiables del Arsenal de Woolwich, utilizados en buques de guerra, pero también para la defensa costera en todo el Imperio Británico, algunos en carruajes que desaparecieron.

## Ejemplares sobrevivientes
- Hong Kong Museum of the War of Resistance and Coastal Defence
- Portsea, Victoria, Australia
- Fort McNab, Halifax, Nueva Escocia, Canadá.